# Білятичі
Біля́тичі — село в Україні, у Сарненській міській громаді Сарненського району Рівненської області. Населення становить 469 осіб.

## Географія
Селом протікає річка Горинь, а присілком — річка Михайлівка.

## Історія
У 1906 році село Любиковицької волості Рівненського повіту Волинської губернії. Відстань від повітового міста 127 верст, від волості 3. Дворів 127, мешканців 934.
Відповідно до Розпорядження Кабінету Міністрів України від 12 червня 2020 року № 722-р «Про визначення адміністративних центрів та затвердження територій територіальних громад Рівненської області» увійшло до складу Сарненської міської громади.

## Населення
Станом на 1859 рік, у власницькому селі Білятичі налічувалося 52 дворів та 398 жителів (195 чоловіків і 203 жінок), з них 395 православних і 3 євреїв.
За переписом населення 2001 року в селі мешкало 467 осіб.

### Мова
Розподіл населення за рідною мовою за даними перепису 2001 року:
| Мова       | Відсоток |
| ---------- | -------- |
| українська | 99,57 %  |
| білоруська | 0,21 %   |
| російська  | 0,21 %   |

## Символіка
Затверджена 19 квітня 2017 р. рішенням № 139 XVIII сесії сільської ради VII скликання. Автори — В. М. Напиткін, К. М. Богатов.

### Герб
В зеленому щиті з хвилястої лазурової бази виникають два срібних вкорочених вістря, кожне з яких обтяжене зеленою ялиною. В главі срібний розширений хрест, мурований у вигляді мощеної дороги. Щит вписаний у декоративний картуш і увінчаний золотою сільською короною. Унизу картуша напис «БІЛЯТИЧІ».
Лазурова база — річка Горинь, два срібних вістря — символ легенди про заснування села між дюн, вкритих білих піском, що в наш час поросли густим лісом. Мощений розширений хрест — символ Волині, що водночас вказує на зв'язок села з Любиковичами (одна сільська рада). Корона означає статус населеного пункту.

### Прапор
Квадратне полотнище складається з чотирьох рівновеликих квадратних частин — на білих верхній древковій і нижній вільній по зеленій ялині, верхня вільна зелена, нижня древкова синя.